# RBC in het seizoen 1970/71
Het seizoen 1970/1971 was het 17e en laatste jaar in het bestaan van de Roosendaalse betaaldvoetbalclub RBC. De club kwam uit in de Tweede divisie en eindigde daarin op de eerste plaats. Tevens deed de club mee aan het toernooi om de KNVB beker, hierin werd in de eerste ronde verloren van Holland Sport (0–2). Na het seizoen werd duidelijk dat bij de sanering van het betaald voetbal in Nederland er een aantal clubs noodgedwongen moesten verdwijnen naar de amateurs. RBC was op basis van de criteria (gemiddelde van het aantal betalende toeschouwers over de afgelopen vijf jaar) van de KNVB een van de elf clubs die moesten verdwijnen uit het betaald voetbal. De club werd opnieuw ingedeeld in de tweede klasse amateurs. Pas in 1983 keerde de club weer terug in het betaalde voetbal.

## Wedstrijdstatistieken

### Tweede divisie
|       | AGOVV | Baronie | SC Drente | EDO   | Eindhoven | Fortuna | Gooiland | Hermes DVS | Limburgia | NOAD  | PEC   | RCH   | Roda JC | De Volewijckers | FC VVV | ZFC   |
| ----- | ----- | ------- | --------- | ----- | --------- | ------- | -------- | ---------- | --------- | ----- | ----- | ----- | ------- | --------------- | ------ | ----- |
| Thuis | 2 – 0 | 4 – 2   | 3 – 1     | 2 – 2 | 0 – 1     | 1 – 2   | 1 – 1    | 0 – 0      | 1 – 1     | 2 – 2 | 1 – 2 | 2 – 1 | 0 – 0   | 2 – 4           | 3 – 2  | 0 – 0 |
| Uit   | 2 – 0 | 1 – 1   | 1 – 1     | 3 – 0 | 1 – 1     | 2 – 0   | 2 – 1    | 5 – 0      | 0 – 0     | 5 – 0 | 1 – 1 | 6 – 1 | 1 – 0   | 4 – 1           | 2 – 1  | 0 – 0 |

### KNVB beker
| 1e ronde                                   | Holland Sport                                                 | 4 – 0 (1 – 0) | RBC |
| 16 augustus 1970 Plaats: Den Haag Houtrust | Paul Roodnat 41' Theo Valkenhoff 56' Sjaak Roggeveen 62', 83' |               |     |

## Statistieken RBC 1970/1971

### Eindstand RBC in de Nederlandse Tweede divisie 1970 / 1971
| Stand | Gespeeld | Gewonnen | Gelijk | Verloren | Punten | Doelpunten voor | Doelpunten tegen |
| ----- | -------- | -------- | ------ | -------- | ------ | --------------- | ---------------- |
| 15e   | 32       | 5        | 13     | 14       | 23     | 32              | 57               |

### Topscorers
| #      | Naam              | Goal |
| ------ | ----------------- | ---- |
| 1.     | Ben Redel         | 9    |
| 2.     | Fred Gillissen    | 7    |
| 3.     | Pierre van Hal    | 6    |
| 4.     | Wim van Nijnatten | 2    |
| 4.     | Frie Nouwens      | 2    |
| 4.     | Henk van de Ven   | 2    |
| 7.     | Johan van de Boom | 1    |
| 7.     | Piet Hopstaken    | 1    |
| 7.     | Robert Hopstaken  | 1    |
| 7.     | Toine van Loon    | 1    |
| Totaal | Totaal            | 32   |

| #      | Naam        | Goal |
| ------ | ----------- | ---- |
| –      | Geen speler | 0    |
| Totaal | Totaal      | 0    |

## Voetnoten
AGOVV · Baronie · SC Drente · EDO · Eindhoven · Fortuna · Gooiland · Hermes DVS · Limburgia · NOAD · PEC · RBC · RCH · Roda JC · De Volewijckers · FC VVV · ZFC